# Cirugía de estrabismo mínimamente invasiva
La cirugía de estrabismo mínimamente invasiva (MISS, por sus siglas en inglés - Minimally invasive strabismus surgery) es una técnica de cirugía para curar el estrabismo que utiliza incisiones más pequeñas que el método usado en la cirugía clásica para corregir esta patología, minimizando así la alteración del tejido. Esta técnica fue introducida principalmente por el oftalmólogo suizo Daniel Mojon en 2007, después de que el oftalmólogo belga Marc Gobin describiese la idea en 1994 en un libro de texto en lengua francesa .

## Indicaciones
La MISS es una técnica que puede ser empleada para la mayor parte de tipos de cirugía del estrabismo como las recesiones, resecciones, plegamientos, reintervenciones, transposiciones del músculo recto, recesiones del músculo oblicuo, o plegamientos, y suturas ajustables, incluso en presencia de motilidad limitada. Las incisiones más pequeñas y un procedimiento menos traumático se asocian generalmente con una rehabilitación posoperativa más rápida y con menor inflamación y malestar para el paciente inmediatamente después de la operación. Se supone que la técnica puede ser efectuada como una cirugía ambulatorial en muchos pacientes (principalmente adultos) que, de lo contrario, serían hospitalizados.  Un estudio publicado en 2017 documentaba menos complicaciones inflamatorias de la conjuntiva y del párpado en el periodo inmediato posoperatorio tras la MISS que tras la cirugía del estrabismo convencional con resultados a largo plazo similares para ambos grupos. Otra ventaja es que la técnica MISS puede reducir el riesgo de isquemia del segmento anterior en algunos pacientes, especialmente en los que tienen oftalmopatía de Graves.

## Principio
En la MISS el cirujano debe usar el microscopio quirúrgico en lugar de las lentes de aumento. En vez de una amplia incisión de la conjuntiva tal y como se suele hacer en la cirugía convencional del estrabismo, se hacen varios cortes pequeños donde los principales pasos quirúrgicos, normalmente suturas, deben ser realizados. Las incisiones se efectúan lo más lejos posible del limbo corneal  para minimizar las molestias posoperatorias. Entre dos de estas incisiones, llamadas aperturas de ojo de cerradura, hay un "tunel" usado por el cirujano para inserir el instrumento para el tratamiento de los músculos del ojo. Al final de la operación, las aperturas de ojo de cerradura son cerradas con suturas reabsorbibles. Estas mini-incisiones son cubiertas posoperativamente por el párpado. Las aperturas de una MISS reducen notablemente la frecuencia y la gravedad de complicaciones en la córnea como, por ejemplo, el síndrome del ojo seco y formaciones de Dellen, y permiten usar antes las lentes de contacto. Los beneficios a largo plazo son prevención de un aumento de enrojecimiento de la conjuntiva y una disminución de la formación de cicatrices del tejido perimuscular, lo cual facilita las reintervenciones – si fuesen necesarias.

## Resultados clínicos
Los resultados tras una MISS conciernentes a la alineación ocular posoperatoria, ampliamente descritos en la hasta ahora limitada literatura sobre la técnica son aproximadamente los mismos que en una cirugía clásica del estrabismo. Esto ha sido documentado, por ejemplo, en un estudio que comparó el postoperatorio de 40 niños sometidos a intervenciones para corregir el estrabismo: el grupo que fue sometido a la cirugía mínimamente invasiva realmente mostró una menor inflamación de la conjuntiva y de los párpados tras la operación. Unos índices más bajos de complicaciones y una convalecencia más rápida han sido ampliamente reconocidos como las principales ventajas de la MISS. La eficacia de la técnica ha sido demostrada tanto para la cirugía de los músculos rectos como para la de los músculos oblicuos. Un grupo de India ha informado de los resultados exitosos de la MISS en pacientes con orbitopatía de Graves.

## Desventajas y potenciales complicaciones
La MISS conlleva más tiempo que la cirugía tradicional. Operar los músculos a través del túnel es más difícil para el cirujano. Los cortes de ojo de cerradura pueden desgarrarse en los pacientes ancianos. Si el desgarro afecta a la cápsula de Tenon, puede quedar una cicatriz visible. Una hemorragia excesiva que no pueda ser detenida hará necesario un alargamiento de los cortes para cauterizar los vasos. Generalmente, una conversión en apertura limbal, como en la cirugía clásica del estrabismo, puede ser evitada.  Sin embargo, hay pocas informaciones de complicaciones específicas de la MISS.